# Popek
Paweł Rak більш відомий як Popek (народився 1980) - Польсько-британський репер, засновник команди вулицю "Компанія «(Firma)». Робить музику на стику гангста-репа і бруду.
Репер вже випустив три сольні альбоми і з 5-й зоні. Popek виграв золото в Польщі, Чехії та Словаччині.

## Альбоми
- (2001) Pierwszy nielegal
- (2002) Z dedykacją dla ulicy
- (2005) Nielegalne rytmy
- (2007) Wyjęty spod prawa
- (2008) Przeciwko kurestwu i upadkowi zasad
- (2008) HeavyWeight
- (2011) Nasza broń to nasza pasja
- (2013) Monster[pl]